# Hermann Fritsch (General)
Maximilian Emil Heinrich Hermann Fritsch (* 18. Oktober 1829 in Potsdam; † 26. Januar 1894 in Görlitz) war ein preußischer Generalmajor und Kommandeur der 2. Infanterie-Brigade.

## Leben

### Herkunft
Hermann war ein Sohn des preußischen Oberstleutnants Heinrich Fritsch (1792–1867) und dessen Ehefrau Henriette Friederike, geborene Tornow (1793–1838).

### Militärkarriere
Nach dem Besuch des Gymnasiums in Stettin sowie der Kadettenhäuser in Wahlstatt und Berlin wurde Fritsch am 22. April 1847 als Sekondeleutnant dem 37. Infanterie-Regiment (5. Reserve-Regiment) der Preußischen Armee in Thorn überwiesen. Zur weiteren Ausbildung absolvierte er von Oktober 1852 bis Juli 1855 die Allgemeine Kriegsschule und war von Ende April 1856 bis Ende Dezember 1857 als Erzieher an das Kadettenhaus nach Potsdam kommandiert. Vom 2. Januar 1858 bis zum 1. Oktober 1860 diente Fritsch als Regimentsadjutant und stieg Mitte April 1858 zum Premierleutnant auf. Unter Beförderung zum Hauptmann wurde er am 23. Februar 1861 Chef der 12. Kompanie seines zwischenzeitlich in der Festung Mainz stationierten Regiments. In gleicher Eigenschaft erfolgte am 28. August 1862 mit Patent vom 1. Juni 1859 seine Versetzung in das 1. Magdeburgische Infanterie-Regiment Nr. 26. Während des Krieges gegen Österreich kämpfte Fritsch 1866 bei Münchengrätz, wurde bei Königgrätz verwundet und mit dem Roten Adlerorden IV. Klasse mit Schwertern ausgezeichnet.
Unter Verleihung des Charakters als Major wurde Fritsch nach dem Krieg am 22. März 1868 dem 2. Rheinische Infanterie-Regiment Nr. 28 aggregiert, Mitte Dezember 1868 einrangiert und am 9. Januar 1869 erhielt er das Patent zu seinem Dienstgrad. Daran schloss sich am 13. November 1869 mit der Rückversetzung in das 1. Magdeburgische Infanterie-Regiment Nr. 26 seine Ernennung zum Kommandeur des I. Bataillons an. Dieses Bataillon führte Fritsch 1870/71 im Krieg gegen Frankreich bei Beaumont, Sedan, Épinay und vor Paris.
Für sein Wirken mit beiden Klassen des Eisernen Kreuzes sowie dem Ehrenkreuz II. Klasse des Fürstlichen Hausordens von Hohenzollern mit Schwertern ausgezeichnet, rückte Fritsch nach dem Friedensschluss am 2. September 1873 zum Oberstleutnant auf. Unter Beförderung zum Oberst wurde er am 20. September 1876 als Kommandeur des 8. Brandenburgischen Infanterie-Regiments Nr. 64 (Prinz Friedrich Carl von Preußen) nach Prenzlau versetzt und Mitte September 1880 mit dem Kronen-Orden II. Klasse ausgezeichnet. Am 13. Januar 1883 bekam er die Beförderung zum Generalmajor und wurde Kommandeur der 2. Infanterie-Brigade in Königsberg. Letztlich wurde er am 14. Februar 1885 wegen seiner starken Kurzsichtigkeit mit Pension zur Disposition gestellt und starb am 26. Januar 1894 in Görlitz.

### Familie
Fritsch heiratete am 24. November 1881 in Berlin Marie von Zamory. Das Paar hatte mehrere Kinder, darunter:
- Erich (1882–1917), preußischer Hauptmann, gestorben bei Unfall in Esnes
- Oskar (* 1888), preußischer Hauptmann